# 曲毛母草
曲毛母草（学名：Lindernia cyrtotricha）为玄参科母草属下的一个种。

## 扩展阅读
- 維基物種上的相關：曲毛母草